# کوونیتسه
کوونیتسه (به چکی: Kounice) یک منطقهٔ مسکونی در جمهوری چک است که در ناحیه نیمبورک (به چکی: Nymburk District) واقع شده‌است. کوونیتسه ۱۱٫۲۸ کیلومتر مربع مساحت و ۱٬۱۸۱ نفر جمعیت دارد و ۲۰۶ متر بالاتر از سطح دریا واقع شده‌است.